# CSA T20 Challenge 2020/21
Die CSA T20 Challenge 2020/21 war die 17. Saison der südafrikanischen Twenty20-Meisterschaft im Cricket und fand vom 19. bis zum 28. Februar 2021 statt. Dabei nahmen die sechs Franchises an dem Turnier teil, die auch im First-Class Cricket in Südafrika aktiv waren. Im Finale gewannen die Lions gegen die Dolphins mit 4 Wickets.

## Franchises
Die folgenden Franchises nehmen an dem Wettbewerb teil:
| Franchise      | Provinzteams                | Heimstadion                          |
| -------------- | --------------------------- | ------------------------------------ |
| Cape Cobras    | Western Province, Boland    | Newlands Cricket Ground              |
| Knights        | Griqualand West, Free State | Mangaung Oval, De Beers Diamond Oval |
| Warriors       | Eastern Province, Border    | St George’s Park, Buffalo Park       |
| Highveld Lions | North West, Gauteng         | Wanderers Stadium, Senwes Park       |
| Titans         | Northerns, Easterns         | SuperSport Park                      |
| Dolphins       | KwaZulu-Natal               | Sahara Stadium Kingsmead             |

## Format
In der Gruppenphase spielte jedes Team gegen jedes. Der Gewinner bekam 2 Punkte, bei Unentschieden 1 Punkt und bei Niederlage 0. Nach der Vorrunde zog der Gruppenerste direkt ins Finale ein, während der zweit- und drittplatzierte ein Halbfinale austrugen.

## Gruppenphase
Tabelle
| Teams          | Sp. | S | N | U | R | NR | A | BP | Ded | Punkte | NRR    |
| -------------- | --- | - | - | - | - | -- | - | -- | --- | ------ | ------ |
| Dolphins       | 5   | 5 | 0 | 0 | 0 | 0  | 0 | 1  | 0   | 21     | +0.815 |
| Highveld Lions | 5   | 4 | 1 | 0 | 0 | 0  | 0 | 0  | 0   | 16     | +0.078 |
| Warriors       | 5   | 2 | 3 | 0 | 0 | 0  | 0 | 1  | 0   | 9      | +0.261 |
| Titans         | 5   | 2 | 3 | 0 | 0 | 0  | 0 | 0  | 0   | 8      | –0.299 |
| Cape Cobras    | 5   | 1 | 4 | 0 | 0 | 0  | 0 | 0  | 0   | 4      | −0.149 |
| Knights        | 5   | 1 | 4 | 0 | 0 | 0  | 0 | 0  | 0   | 4      | −0.696 |

| Qualifikation für die Play-Offs |
| ------------------------------- |

### Halbfinale
| 27. Februar Scorecard | Durban | Warriors 141-6 (20)         | – | Highveld Lions 142-3 (19.1) |
|                       |        | Lions gewinnt mit 7 Wickets |   |                             |

### Finale
| 28. Februar Scorecard | Durban | Dolphins 107-7 (20)         | – | Highveld Lions 108-6 (19) |
|                       |        | Lions gewinnt mit 4 Wickets |   |                           |